# Кныхала, Йоахим
Йоахи́м Кныха́ла (пол. Joachim Knychała; 8 сентября 1952, Бытом, Силезское воеводство, ПНР — 21 мая 1985, Краков, Краковское городское воеводство, ПНР) — польский серийный убийца, также известный как «Франкенште́йн» и «Вампи́р из Бы́тома», казнённый за убийство 5 женщин и покушение на убийство ещё 7, совершённых им в Силезском воеводстве в период с сентября 1975 по май 1982 года.

## Биография
Йоахим Кныхала родился 8 сентября 1952 в Бытоме от связи немки Анны Кныхалы и поляка Виктора Голлея. Отец рано ушел из семьи, в результате чего молодого Йоахима воспитывали мать и деспотичная бабушка, которая неприязненно относилась к внуку из-за его происхождения, называя того «польским ублюдком» и постоянно наказывая его за малейшие провинности. В школе будущий убийца также подвергался издевательствам со стороны одноклассников из-за своего происхождения. Кныхала окончил школу в Бытоме 14 июня 1967 года.
В том же году он поступил в ПТУ на специальность плотника. Вскоре после окончания училища милиция арестовала Йоахима Кныхалу за участие в групповом изнасиловании девушки. Преступник активно помогал следствию, за что получил всего три года лишения свободы. По его собственным словам, именно тогда и стала формироваться его ненависть к девушкам и женщинам.
Через год Кныхала вышел на свободу условно-досрочно за хорошее поведение. В начале 1973 года Кныхала поселился в городе Пекары-Слёнске по адресу ул. Складовская 91 и устроился работать по специальности на шахту «Андалузия». Вскоре Кныхала женился и завёл двух детей. На работе характеризовался как активный и трудолюбивый работник. Имел поощрения от начальства. С 1976 года и вплоть до своего ареста был активным членом Союза социалистической польской молодёжи.

### Серия нападений и убийств
3 ноября 1974 года Йоахим Кныхала напал с молотком на 21-летнюю Марию Боруку в Бытоме на улице Вроцлав, дом 3, в вечернее время на лестничном пролёте, однако меховая шапка жертвы смягчила удар и та, не потеряв сознание, подняла крик, в результате чего испуганный Кныхала спешно ретировался, не сумев довершить задуманное.
20 сентября 1975 Кныхала также в Бытоме изнасиловал и убил Стефанию М. За это преступление был арестован и безвинно осуждëн на 15 лет лишения свободы молодой человек погибшей с котором она поссорилась накануне. Он был освобожден лишь после поимки настоящего убийцы отбыв к тому моменту в заключении почти семь лет. 10 апреля 1976 года Кныхала совершил неудачное нападение на 33-летнюю женщину в подъезде дома по улице Арки Божка, однако после первого удара жертва вновь не потеряв сознание подняла крик и преступник ретировался с места преступления.
6 мая 1976 года Кныхала в Хожуве напал на 32-летнюю Мирославу Сарновскую, которая была также убита и изнасилована им. 30 октября 1976 года на лестничной клетке дома номер 21 по улице Ростка в Бытоме Кныхала расправился с 26-летней Терезой Рымс, преступление произошло средь бела дня через дорогу от отделения милиции, однако свидетелей найти не удалось.
Затем преступник совершил два неудавшихся покушения на убийство. 20 января 1977 года Кныхала напал на 30-летнюю Барбару Жебку в городе Пекары-Слёнске, однако удар пошёл по касательной и лишь разбил голову жертве, после чего та подняла крик и Кныхала ретировался. После этого женщина дала показания прибывшим сотрудникам милиции, и у них, наконец, появилось первое описание преступника. Испугавшись, Кныхала более чем на год «залёг на дно» и не совершал преступлений. Однако 2 февраля 1978 года напал на 48-летнюю женщину в Бытоме. Жертве удалось дать отпор преступнику и бежать.
Почти через полгода, 31 июля 1978 года, Кныхала напал на двух 14-летних девочек-подростков в Парке развлечений в Хожуве, однако обеим посчастливилось выжить. Лишь после этого преступления все материалы уголовных дел были переданы в ведомство опытному следователю Роману Хуле, который ранее работал по делу другого серийного убийцы — «Силезского вампира» Здислава Мархвицкого. В результате проделанной Хулой работы следственная группа объединила все нападения и убийства девочек и женщин с 1974 года в одну серию, до этого предполагалось, что в регионе действуют несколько преступников. Сотрудники милиции опросили всех выживших жертв, на основании показаний которых был составлен фоторобот предполагаемого преступника.
Кроме того, был создан манекен, который переодели в одежду, похожую на ту, что носил преступник во время нападений. Отличительной чертой была клетчатая рубашка, надетая под пальто. Также сотрудники милиции выяснили, что большинство преступлений совершены недалеко от трамвайных путей, по всем из которых следовал лишь один маршрут, — трамвай № 6. После этого местные правоохранительные органы значительно усилили патрули на трамвайных остановках с приказом задерживать любых подозрительных людей. В трамваях (не только в № 6, но и во всех прочих) стали ездить сотрудники, одетые в гражданскую одежду, особенно в вечернее время. Были опрошены сотни мужчин, недавно освободившихся из мест лишения свободы, особое внимание уделялось тем, кто был осуждён за изнасилования или растление малолетних. Попутно было раскрыто несколько преступлений на сексуальной почве, но убийцы среди преступников не нашлось.
Тем временем 2 марта 1979 года Кныхала вновь напал на женщину в Хожуве, однако той также удалось выжить. 23 июня 1979 года Кныхала с топором напал в лесу в окрестностях Пекар-Слёнских на двух девочек: 10-летнюю Касю Сосну и 11-летнюю Галинку Сыде. В общей сложности он нанёс им 27 ударов туристическим топориком, изнасиловал обеих и оставил умирать. На следующее утро гуляющий с собакой случайный прохожий обнаружил обнажённые детские тела. Одна из девочек, Кася, была ещё жива, и благодаря усилиям врачей её удалось спасти. Девочка дала подробное описание убийцы как «старого лысеющего человека» (позже выяснилось, что она описала случайного прохожего, который и обнаружил её в лесу).
В сентябре 1979 года Кныхала впервые был задержан милицейским патрулём, так как в вечернее время слишком навязчиво пытался познакомиться с девушкой в трамвае. Доставив Кныхалу в отделение, сотрудники правоохранительных органов сравнили его внешность с портретом предполагаемого преступника и обнаружили значительное сходство. Однако при проверке на причастность к совершению серии убийств Кныхала предоставил документы, свидетельствующие, что в дни всех установленных преступлений он находился на своём рабочем месте и никуда с него не отлучался. Убийцу пришлось выпустить из-под стражи.
Однако арест серьёзно напугал Кныхалу, и тот почти на 3 года «залёг на дно», прекратив совершать преступления, так как опасался, что за ним следят. Следствие по делу «Франкенштейна» вскоре было приостановлено, а с введением военного положения в Польше и вовсе было сдано в архив с пометкой «не раскрыто».

### Арест
8 мая 1982 года Кныхала изнасиловал и убил 17-летнюю Богуславу Лудыгу, собственную невестку. При этом он сам вызвал и «скорую помощь», и сотрудников милиции на место преступления, так как по собственным словам «случайно наткнулся» на тело невестки во время прогулки по парку, которую он якобы регулярно совершал после обеда, чтобы «подышать свежим воздухом». Изначально сотрудники милиции и члены семьи поверили в его версию событий и не стали подозревать Кныхалу, однако всего через несколько дней следователи выяснили, что перед убийством Лудыга была изнасилована, а смерть наступила в результате удара тяжёлым предметом по голове, а не от неосторожного падения, как предполагалось ранее. Следы спермы совпали с анализами, которые сдал Кныхала, в результате чего он был арестован по подозрению в убийстве.
Выяснилось, что Лудыга и Кныхала на протяжении некоторого времени были любовниками и состояли в интимной близости, однако во время прогулки девушка решила прервать их отношения, а во время возникшей на этой почве ссоры пригрозила, что расскажет обо всём сестре, что, по словам преступника, вызвало в нём «неконтролируемый приступ гнева», и он убил свою любовницу.
После задержания Кныхалу стали повторно проверять на предмет причастности к серии схожих по почерку преступлений, прокатившихся по окрестностям в 1970-е годы. Однако, по словам допрашивающих его следователей, Кныхала, признав свою вину в убийстве невестки, заметно нервничал и всячески уклонялся от ответов на вопросы о серии нападений и убийств. Добровольно пройти тест на детекторе лжи преступник отказался, и в отделении его пришлось принудить к прохождению этой процедуры, после чего никто из присутствующих при проверке уже не сомневался в том, что перед ними тот самый «Франкенштейн».
Оказалось, что алиби, предоставленное Кныхалой после его первого ареста, также было фиктивным. Будучи активистом ССПМ, Кныхала часто брал сверхурочные часы, которые накапливались в трудовой лист, в результате, накопив 8—9 сверхурочных часов, преступник мог брать неофициальный отгул, при этом по бумагам в такие дни он продолжал числиться «находящимся на своем рабочем месте».

## Суд и казнь
Понимая, что ему грозит смертная казнь, Йоахим Кныхала пытался вызвать у следователей и адвокатов сочувствие, рассказывая о двоякой природе собственного сознания, из-за которой он с одной стороны был прилежным и старательным мужем и отцом, а с другой — внезапно «превращался в зверя и не контролировал себя». В беседах со следователями, адвокатами и в письмах к жене преступник всячески раскаивался в содеянном. Однако люди, окружавшие Йоахима Кныхалу в тюрьме, замечали, что ему нравилось смаковать детали своих преступлений и льстило внимание к его персоне. Жена, изначально вставшая на защиту Кныхалы, после того, как ей рассказали, что её муж, кроме женщин, насиловал и убивал детей, написала ему письмо, заканчивающееся словами «Я никогда не смогу простить тебя. Надеюсь, ты будешь болтаться в петле!».
19 апреля 1984 года воеводский суд в Катовице приговорил 31-летнего Йоахима Кныхалу к смертной казни через повешение, признав его виновным в 13 нападениях на женщин и девочек, пять из которых закончились их смертью. Преступник молча выслушал приговор, лишь в конце прокомментировав его фразой «ничего другого я не ожидал».
В октябре 1984 года Верховный суд Польской Народной Республики подтвердил смертный приговор Йоахиму Кныхале. 9 мая 1985 года Государственный совет ПНР отказал Йоахиму Кныхале в помиловании.
21 мая 1985 года в 17:30 по местному времени, Йоахим Кныхала был казнён через повешение в краковской тюрьме Монтелюпих.